# علیشاه (فاروج)
علیشاه روستایی است در دهستان فاروج از توابع بخش مرکزی شهرستان فاروج، واقع در استان خراسان شمالی که بر اساس سرشماری سال ۱۳۸۵ مرکز آمار ایران، جمعیت آن بالغ بر ۳۷ نفر (۱۰ خانوار) بوده است.